# شیگمی یشی‌ی
شیگمی یشی‌ی (به انگلیسی: Shigemi Ishii) بازیکن فوتبال اهل ژاپن و عضو تیم ملی فوتبال ژاپن است که در تاریخ ۱۲ فوریه ۱۹۷۴ میلادی اولین بازی ملی‌اش را انجام داد. او در ۱۵ بازی ملی حضور داشت و آخرین بازی ملی خود را در تاریخ ۱۱ ژوئیه ۱۹۷۹ میلادی انجام داد. شیگمی یشی‌ی در بازی‌های ملی‌اش
گلی به ثمر نرساند.